# Sebastiane
Sebastiane é um filme de drama histórico britânico em língua latina de 1976, dirigido por Derek Jarman e Paul Humfress e escrito por Jarman, Humfress e James Whaley. Retrata os acontecimentos da vida de São Sebastião, incluindo o seu icônico martírio pelas flechadas. O filme, voltado ao público gay, gerou polêmica pelo homoerotismo retratado entre os soldados e por ter diálogos inteiramente em latim.

## Enredo
No século III d.C., Sebastião é membro da guarda pessoal do imperador Diocleciano. Quando ele tenta intervir para impedir que um dos catamitas do Imperador seja estrangulado por um de seus guarda-costas, Sebastião é exilado para uma guarnição costeira remota e reduzido em posto a soldado raso. Sebastião é um cristão primitivo e sublima seu desejo por seus companheiros masculinos na adoração de sua divindade e no pacifismo. Ambos incensos Severo, o comandante da guarnição, que se torna cada vez mais obcecado por Sebastião, tenta agredi-lo, e acaba por presidir à sua execução sumária por se recusar a pegar em armas em defesa do Império Romano. Justin, um de seus camaradas de armas, também está apaixonado por Sebastião, embora necessariamente não correspondido, mas faz amizade com o teimoso pacifista celibatário. Adrian e Anthony, dois colegas soldados de Sebastião, são gays e obviamente apaixonados um pelo outro.

## Elenco
- Barney James como Severo
- Neil Kennedy como Maximo
- Leonardo Treviglio como Sebastião
- Richard Warwick como Justin
- Donald Dunham como Cláudio
- Daevid Finbar como Julian
- Ken Hicks como Adrian
- Lindsay Kemp como dançarino
- Steffano Massari como Marius
- Janusz Romanov como Anthony
- Gerald Incandela como Menino Leopardo
- Robert Medley como Imperador Diocleciano

Os convidados do imperador incluíam notáveis como Peter Hinwood, Nell Campbell, e Patricia Quinn (todos famosos de Rocky Horror), Jordan, Philip Sayer, Charlotte Barnes, Nicholas de Jongh, Duggie Fields, Christopher Hobbs, Andrew Logan, e Johnny Rozsa.

## Recepção
Margaret Walters, autora de The Nude Male, comentou que Sebastiane, "onde nus masculinos em vários estágios de êxtase cobriam positivamente a tela", foi "dirigido com sucesso a um público homossexual muito especializado".

## Mídia doméstica
O filme foi lançado em DVD no Reino Unido e nos Estados Unidos. Um disco Blu-ray foi lançado nos Estados Unidos em 7 de agosto de 2012.